# Sonntagskarspitze
Sonntagskarspitze är en bergstopp i Österrike.   Den ligger i distriktet Murtal och förbundslandet Steiermark, i den centrala delen av landet, 170 km sydväst om huvudstaden Wien. Toppen på Sonntagskarspitze är 2 161 meter över havet. Sonntagskarspitze ligger vid sjön Gefrorener See.
Terrängen runt Sonntagskarspitze är bergig norrut, men söderut är den kuperad. Närmaste större samhälle är Trieben, 7,3 km nordost om Sonntagskarspitze. 
I omgivningarna runt Sonntagskarspitze växer i huvudsak blandskog. Runt Sonntagskarspitze är det ganska glesbefolkat, med 42 invånare per kvadratkilometer.